# Estadio Antonio José de Sucre
El Estadio Antonio José de Sucre está ubicado en la ciudad venezolana de Puerto Ayacucho, estado Amazonas, Venezuela. El estadio debe su nombre al prócer de la independencia Antonio José de Sucre. Tiene una capacidad de 10 000 espectadores y actualmente es sede de Tucanes de Amazonas Fútbol Club.